# Ramesh Singh Pal
Ramesh Singh Pal (Hindi: रमेश सिंह पाल; geboren  2. August 1981 in Najibabad, Uttar Pradesh) ist ein indischer Autor und Wissenschaftler. Er ist außerdem Experte im UNESCO Inclusive Policy Lab für internationale Gesundheit und Wohlbefinden aus Indien.

## Leben und Karriere
Pal promovierte an der G. B. Pant University of Agriculture and Technology, Pantnagar. Später wechselte er als Wissenschaftler zum Indian Council of Agricultural Research. Dr. Pal hat sich intensiv mit den hinduistischen Schriften auseinandergesetzt, die sein literarisches Schaffen maßgeblich geprägt haben.

## Bibliographie
- Apana Swaroop[11][12]
- Spiritual Wisdom: Guaranteed Prescription of Success & Happiness (Englisch)[13]
- Rupantaran ke sutr[14][15]
- Mrityu se Mukti Tak (Hindi)[16][17]
- I Know The Human Mind (Englisch)[18][19]

Ramesh Singh Pal wurde für seine herausragenden Beiträge zur Literatur mehrfach ausgezeichnet. Die Bücher von Dr. Pal wurden in die Bibliothek des indischen Parlamentsgebäudes aufgenommen.